# Groupe D de la Coupe du monde de football 2022
Navigation
- A
- B
- C
- D
- E
- F
- G
- H

- 1/8e
- 1/4
- 1/2
- Finale

Le groupe D de la Coupe du monde 2022, qui se dispute au Qatar du 20 novembre au 18 décembre 2022, comprend quatre équipes dont les deux premières se qualifient pour les huitièmes de finale de la compétition.
Le tirage au sort est effectué le 1er avril 2022 à Doha.
Le premier de ce groupe affronte le deuxième du Groupe C et le deuxième de ce groupe affronte le premier du Groupe C.  

## Présentation des équipes
Le groupe D est presque identique au groupe C de la Coupe du monde 2018 où étaient versés la France, le Danemark, ainsi que l'Australie et le Pérou, ces deux derniers s'étant affrontés en barrage intercontinental pour une qualification australienne aux tirs au but. La Tunisie complète ce groupe. Championne du monde en titre, la France doit vaincre la malédiction du champion ; les quatre derniers champions du monde européens ont tous été éliminés dès le 1er tour de l'édition suivante (la France en 2002, l’Italie en 2010, l’Espagne en 2014 et l’Allemagne en 2018). Bien que la France dispose d'un effectif de qualité, plusieurs revers français depuis le sacre alimentent le doute. Les Bleus ont été éliminés dès les 8es de finale de l'Euro 2020 par la Suisse aux tirs au but mais ont rebondi en se qualifiant pour la Coupe du monde malgré deux résultats nuls contre l'Ukraine (1-1 ; 1-1), ainsi qu'en remportant la Ligue des nations de l'UEFA 2020-2021 . Néanmoins, les Français ont frôlé la relégation en Ligue B lors de l'édition suivante, battus par la Croatie (0-1 ; 1-1) et le Danemark (1-2 ; 0-2). Éliminé en 8e de finale du mondial 2018 aux tirs au but par la Croatie, future finaliste, le Danemark a atteint les demi-finales de l'Euro 2020 avant d'accomplir un parcours de qualification à la Coupe du monde quasi-sans-faute avec 9 victoires en dix matchs, 30 buts marqués, 3 encaissés lors de deux derniers matchs sans enjeu contre les Îles Féroé (3-1) et l'Écosse (0-2). Les Scandinaves sont attendus pour leur collectif uni avec des joueurs comme Mikkel Damsgaard, Pierre-Emile Höjbjerg et Christian Eriksen. L'Australie est en déclin depuis sa bonne prestation de la Coupe du monde 2014 et sa victoire en Coupe d'Asie 2015. Dernière du groupe en 2018, l'Australie a également déçu en Coupe d'Asie 2019 où elle a été éliminée dès les quarts de finale. Néanmoins, les Socceroos sont parvenus à décrocher leur 5e participation consécutive à la Coupe du monde au terme d'un « véritable parcours du combattant ». Troisièmes de leur groupe de qualification derrière l'Arabie saoudite et le Japon avec un point d'avance sur Oman, les Australiens ont remporté sur le fil le barrage continental face aux Émirats arabes unis (2-1) puis le barrage intercontinental face au Pérou où tout s'est joué aux tirs au but (5-4) à l'issue d'un match nul et vierge. L'équipe d'Australie semble en construction et se présente sans onze-type clairement défini, avec pas moins de dix-sept joueurs n'ayant jamais eu d'expérience mondiale. La Tunisie a obtenu sa qualification en venant à bout du Mali lors du tour final de la zone Afrique (1-0 ; 0-0). Versés dans un groupe plus ouvert que celui de 2018, les Aigles de Carthage ont su se montrer solides et disciplinés sur le plan collectif, surtout à basse intensité, mais parfois en manque de spontanéité dans le jeu et en difficulté dans la transition.

## Résumé
Après deux victoires en deux matches, 4-1 face à l'Australie puis 2-1 contre le Danemark, la France est chronologiquement la première équipe de cette Coupe du monde à valider sa qualification pour les huitièmes de finale. Kylian Mbappé, auteur d'un but devant l'Australie et de deux autres contre le Danemark, est à la date du 26 novembre co-meilleur buteur du Mondial 2022, et avec un total de sept buts inscrits depuis 2018, il est désormais deuxième meilleur buteur français de l'histoire dans la compétition derrière Just Fontaine (13 buts en 1958).
La France est le premier champion en titre à sortir de la phase de groupe depuis le Brésil lors de la Coupe du monde 2006.

## Classement
|   | Équipe    | Pts | J | G | N | P | Bp | Bc | Diff |
| 1 | France    | 6   | 3 | 2 | 0 | 1 | 6  | 3  | +3   |
| 2 | Australie | 6   | 3 | 2 | 0 | 1 | 3  | 4  | -1   |
| 3 | Tunisie   | 4   | 3 | 1 | 1 | 1 | 1  | 1  | 0    |
| 4 | Danemark  | 1   | 3 | 0 | 1 | 2 | 1  | 3  | -2   |

| 6  | 22 novembre 2022 | Danemark  | 0 - 0 | Tunisie   |
| 5  | 22 novembre 2022 | France    | 4 - 1 | Australie |
| 21 | 26 novembre 2022 | Tunisie   | 0 - 1 | Australie |
| 23 | 26 novembre 2022 | France    | 2 - 1 | Danemark  |
| 37 | 30 novembre 2022 | Australie | 1 - 0 | Danemark  |
| 38 | 30 novembre 2022 | Tunisie   | 1 - 0 | France    |

## 1rejournée

### Danemark - Tunisie
| Match 6                                                      | Danemark | 0 - 0   | Tunisie | Stade Education City, Al Rayyan                                                       |                                                                                       |
| 22 novembre 2022 · 16:00 (UTC+3) · Historique des rencontres |          | (0 - 0) |         | Spectateurs : 42 925 Arbitrage : César Arturo Ramos Arbitre vidéo : Fernando Guerrero | Spectateurs : 42 925 Arbitrage : César Arturo Ramos Arbitre vidéo : Fernando Guerrero |
| 22 novembre 2022 · 16:00 (UTC+3) · Historique des rencontres | Rapport  |         |         | Spectateurs : 42 925 Arbitrage : César Arturo Ramos Arbitre vidéo : Fernando Guerrero | Spectateurs : 42 925 Arbitrage : César Arturo Ramos Arbitre vidéo : Fernando Guerrero |

| Danemark | Tunisie |

| DANEMARK :      |    |                          |     |       |
|                 |    |                          |     |       |
| Gardien de but  | 01 | Kasper Schmeichel        |     |       |
|                 | 06 | Andreas Christensen      |     |       |
|                 | 04 | Simon Kjær               |     | 65e   |
|                 | 02 | Joachim Andersen         |     |       |
|                 | 05 | Joakim Mæhle             |     |       |
|                 | 23 | Pierre-Emile Højbjerg    |     |       |
|                 | 10 | Christian Eriksen        |     |       |
|                 | 08 | Thomas Delaney           |     | 45+1e |
|                 | 13 | Rasmus Nissen Kristensen | 24e |       |
|                 | 12 | Kasper Dolberg           |     | 65e   |
|                 | 11 | Andreas Skov Olsen       |     | 65e   |
| Remplaçants :   |    |                          |     |       |
|                 | 14 | Mikkel Damsgaard         |     | 45+1e |
|                 | 21 | Andreas Cornelius        |     | 65e   |
|                 | 07 | Mathias Jensen           | 78e | 65e   |
|                 | 25 | Jesper Lindstrøm         |     | 65e   |
| Sélectionneur : |    |                          |     |       |
| Kasper Hjulmand |    |                          |     |       |

| TUNISIE :       |    |                       |     |     |
|                 |    |                       |     |     |
| Gardien de but  | 16 | Aymen Dahmen          |     |     |
|                 | 06 | Dylan Bronn           |     |     |
|                 | 04 | Yassine Meriah        |     |     |
|                 | 03 | Montassar Talbi       |     |     |
|                 | 24 | Ali Abdi              |     |     |
|                 | 14 | Aïssa Laïdouni        |     | 88e |
|                 | 17 | Ellyes Skhiri         |     |     |
|                 | 20 | Mohamed Dräger        |     | 88e |
|                 | 07 | Youssef Msakni        |     | 80e |
|                 | 25 | Anis Ben Slimane      |     | 67e |
|                 | 09 | Issam Jebali          |     | 80e |
| Remplaçants :   |    |                       |     |     |
|                 | 23 | Naïm Sliti            |     | 67e |
|                 | 08 | Hannibal Mejbri       |     | 80e |
|                 | 11 | Taha Yassine Khenissi | 86e | 80e |
|                 | 21 | Wajdi Kechrida        |     | 88e |
|                 | 13 | Ferjani Sassi         |     | 88e |
| Sélectionneur : |    |                       |     |     |
| Jalel Kadri     |    |                       |     |     |

| Assistants : Alberto Morín Miguel Hernández Quatrième arbitre : Saíd Martínez Assistants arbitre vidéo : Armando Villarreal Gabriel Chade Juan Martínez Munuera Homme du Match : Aïssa Laïdouni |

### France - Australie
| Match 5                                                      | France                                                                                           | 4 - 1   | Australie            | Stade Al-Janoub, Al Wakrah                                                 |                                                                            |
| 22 novembre 2022 · 22:00 (UTC+3) · Historique des rencontres | ( T. Hernandez) Rabiot 27e · ( Rabiot) Giroud 32e · ( Dembélé) Mbappé 68e · ( Mbappé) Giroud 71e | (2 - 1) | 9e Goodwin (Leckie ) | Spectateurs : 40 875 Arbitrage : Victor Gomes Arbitre vidéo : Drew Fischer | Spectateurs : 40 875 Arbitrage : Victor Gomes Arbitre vidéo : Drew Fischer |
| 22 novembre 2022 · 22:00 (UTC+3) · Historique des rencontres | Rapport                                                                                          |         |                      | Spectateurs : 40 875 Arbitrage : Victor Gomes Arbitre vidéo : Drew Fischer | Spectateurs : 40 875 Arbitrage : Victor Gomes Arbitre vidéo : Drew Fischer |

| France | Australie |

| FRANCE :         |    |                     |   |     |
|                  |    |                     |   |     |
| Gardien de but   | 01 | Hugo Lloris         |   |     |
|                  | 21 | Lucas Hernandez     |   | 13e |
|                  | 18 | Dayot Upamecano     |   |     |
|                  | 24 | Ibrahima Konaté     |   |     |
|                  | 02 | Benjamin Pavard     |   | 89e |
|                  | 08 | Aurélien Tchouaméni | 0 | 77e |
|                  | 14 | Adrien Rabiot       |   |     |
|                  | 07 | Antoine Griezmann   |   |     |
|                  | 10 | Kylian Mbappé       |   |     |
|                  | 09 | Olivier Giroud      |   | 89e |
|                  | 11 | Ousmane Dembélé     |   | 77e |
| Remplaçants :    |    |                     |   |     |
|                  | 22 | Théo Hernandez      |   | 13e |
|                  | 13 | Youssouf Fofana     |   | 77e |
|                  | 20 | Kingsley Coman      |   | 77e |
|                  | 05 | Jules Koundé        |   | 89e |
|                  | 26 | Marcus Thuram       |   | 89e |
| Sélectionneur :  |    |                     |   |     |
| Didier Deschamps |    |                     |   |     |

| AUSTRALIE :     |    |                    |       |     |
|                 |    |                    |       |     |
| Gardien de but  | 01 | Mathew Ryan        |       |     |
|                 | 16 | Aziz Behich        |       |     |
|                 | 04 | Kye Rowles         |       |     |
|                 | 19 | Harry Souttar      |       |     |
|                 | 03 | Nathaniel Atkinson |       | 85e |
|                 | 13 | Aaron Mooy         | 90+5e |     |
|                 | 22 | Jackson Irvine     | 80e   | 85e |
|                 | 14 | Riley McGree       |       | 73e |
|                 | 23 | Craig Goodwin      |       | 73e |
|                 | 15 | Mitchell Duke      | 55e   | 56e |
|                 | 07 | Mathew Leckie      |       |     |
| Remplaçants :   |    |                    |       |     |
|                 | 25 | Jason Cummings     |       | 56e |
|                 | 11 | Awer Mabil         |       | 73e |
|                 | 21 | Garang Kuol        |       | 73e |
|                 | 26 | Keanu Baccus       |       | 85e |
|                 | 02 | Miloš Degenek      |       | 85e |
| Sélectionneur : |    |                    |       |     |
| Graham Arnold   |    |                    |       |     |

| Assistants : Zakhele Siwela Souru Phatsoane Quatrième arbitre : Salima Mukansanga Assistants arbitre vidéo : Adil Zourak Kyle Atkins Marco Fritz Homme du Match : Kylian Mbappé |

## 2ejournée

### Tunisie - Australie
| Match 21                                                     | Tunisie | 0 - 1   | Australie | Stade Al-Janoub, Al Wakrah                                                      |                                                                                 |
| 26 novembre 2022 · 13:00 (UTC+3) · Historique des rencontres |         | (0 - 1) | 23e Duke  | Spectateurs : 41 823 Arbitrage : Daniel Siebert Arbitre vidéo : Bastian Dankert | Spectateurs : 41 823 Arbitrage : Daniel Siebert Arbitre vidéo : Bastian Dankert |
| 26 novembre 2022 · 13:00 (UTC+3) · Historique des rencontres | Rapport |         |           | Spectateurs : 41 823 Arbitrage : Daniel Siebert Arbitre vidéo : Bastian Dankert | Spectateurs : 41 823 Arbitrage : Daniel Siebert Arbitre vidéo : Bastian Dankert |

| Tunisie | Australie |

| TUNISIE :       |    |                       |       |     |
|                 |    |                       |       |     |
| Gardien de but  | 16 | Aymen Dahmen          |       |     |
|                 | 03 | Montassar Talbi       |       |     |
|                 | 04 | Yassine Meriah        |       |     |
|                 | 06 | Dylan Bronn           |       | 73e |
|                 | 24 | Ali Abdi              | 65e   |     |
|                 | 14 | Aïssa Laïdouni        | 26e   | 67e |
|                 | 17 | Ellyes Skhiri         |       |     |
|                 | 20 | Mohamed Dräger        |       | 46e |
|                 | 07 | Youssef Msakni        |       |     |
|                 | 09 | Issam Jebali          |       | 73e |
|                 | 23 | Naïm Sliti            |       |     |
| Remplaçants :   |    |                       |       |     |
|                 | 13 | Ferjani Sassi         | 90+3e | 46e |
|                 | 10 | Wahbi Khazri          |       | 67e |
|                 | 11 | Taha Yassine Khenissi |       | 73e |
|                 | 21 | Wajdi Kechrida        |       | 73e |
| Sélectionneur : |    |                       |       |     |
| Jalel Kadri     |    |                       |       |     |

| AUSTRALIE :     |    |                |  |     |
|                 |    |                |  |     |
| Gardien de but  | 01 | Mathew Ryan    |  |     |
|                 | 16 | Aziz Behich    |  |     |
|                 | 04 | Kye Rowles     |  |     |
|                 | 19 | Harry Souttar  |  |     |
|                 | 05 | Fran Karačić   |  | 75e |
|                 | 23 | Craig Goodwin  |  | 85e |
|                 | 13 | Aaron Mooy     |  |     |
|                 | 22 | Jackson Irvine |  |     |
|                 | 07 | Mathew Leckie  |  | 85e |
|                 | 14 | Riley McGree   |  | 64e |
|                 | 15 | Mitchell Duke  |  | 64e |
| Remplaçants :   |    |                |  |     |
|                 | 09 | Jamie Maclaren |  | 64e |
|                 | 10 | Ajdin Hrustic  |  | 64e |
|                 | 02 | Miloš Degenek  |  | 75e |
|                 | 26 | Keanu Baccus   |  | 85e |
|                 | 11 | Awer Mabil     |  | 85e |
| Sélectionneur : |    |                |  |     |
| Graham Arnold   |    |                |  |     |

| Assistants : Rafael Foltyn Jan Seidel Quatrième arbitre : Saíd Martínez Assistants arbitre vidéo : Marco Fritz Corey Parker Pol van Boekel Homme du Match : Mitchell Duke |

### France - Danemark
| Match 23                                                     | France                                               | 2 - 1   | Danemark                    | Stade 974, Doha                                                                      |                                                                                      |
| 26 novembre 2022 · 19:00 (UTC+3) · Historique des rencontres | ( T. Hernandez) Mbappé 61e · ( Griezmann) Mbappé 86e | (0 - 0) | 68e Christensen (Andersen ) | Spectateurs : 42 860 Arbitrage : Szymon Marciniak Arbitre vidéo : Tomasz Kwiatkowski | Spectateurs : 42 860 Arbitrage : Szymon Marciniak Arbitre vidéo : Tomasz Kwiatkowski |
| 26 novembre 2022 · 19:00 (UTC+3) · Historique des rencontres | Rapport                                              |         |                             | Spectateurs : 42 860 Arbitrage : Szymon Marciniak Arbitre vidéo : Tomasz Kwiatkowski | Spectateurs : 42 860 Arbitrage : Szymon Marciniak Arbitre vidéo : Tomasz Kwiatkowski |

| France | Danemark |

| FRANCE :         |    |                     |     |       |
|                  |    |                     |     |       |
| Gardien de but   | 01 | Hugo Lloris         |     |       |
|                  | 22 | Théo Hernandez      |     |       |
|                  | 18 | Dayot Upamecano     |     |       |
|                  | 04 | Raphaël Varane      |     | 75e   |
|                  | 05 | Jules Koundé        | 43e |       |
|                  | 08 | Aurélien Tchouaméni |     |       |
|                  | 14 | Adrien Rabiot       |     |       |
|                  | 07 | Antoine Griezmann   |     | 90+3e |
|                  | 10 | Kylian Mbappé       |     |       |
|                  | 09 | Olivier Giroud      |     | 63e   |
|                  | 11 | Ousmane Dembélé     |     | 75e   |
| Remplaçants :    |    |                     |     |       |
|                  | 26 | Marcus Thuram       |     | 63e   |
|                  | 20 | Kingsley Coman      |     | 75e   |
|                  | 24 | Ibrahima Konaté     |     | 75e   |
|                  | 13 | Youssouf Fofana     |     | 90+3e |
| Sélectionneur :  |    |                     |     |       |
| Didier Deschamps |    |                     |     |       |

| DANEMARK :      |    |                          |     |       |
|                 |    |                          |     |       |
| Gardien de but  | 01 | Kasper Schmeichel        |     |       |
|                 | 03 | Victor Nelsson           |     |       |
|                 | 06 | Andreas Christensen      | 20e |       |
|                 | 02 | Joachim Andersen         |     |       |
|                 | 05 | Joakim Mæhle             |     |       |
|                 | 10 | Christian Eriksen        |     |       |
|                 | 23 | Pierre-Emile Højbjerg    |     |       |
|                 | 13 | Rasmus Nissen Kristensen |     | 90+2e |
|                 | 14 | Mikkel Damsgaard         |     | 73e   |
|                 | 21 | Andreas Cornelius        | 23e | 46e   |
|                 | 25 | Jesper Lindstrøm         |     | 85e   |
| Remplaçants :   |    |                          |     |       |
|                 | 09 | Martin Braithwaite       |     | 46e   |
|                 | 12 | Kasper Dolberg           |     | 73e   |
|                 | 15 | Christian Nørgaard       |     | 85e   |
|                 | 26 | Alexander Bah            |     | 90+2e |
| Sélectionneur : |    |                          |     |       |
| Kasper Hjulmand |    |                          |     |       |

| Assistants : Paweł Sokolnicki Tomasz Listkiewicz Quatrième arbitre : Ma Ning Assistants arbitre vidéo : Juan Martínez Munuera Taleb Al-Marri Alejandro Hernández Hernández Homme du Match : Kylian Mbappé |

## 3ejournée

### Australie - Danemark
| Match 37                                                     | Australie            | 1 - 0   | Danemark | Stade Al-Janoub, Al Wakrah                                                       |                                                                                  |
| 30 novembre 2022 · 18:00 (UTC+3) · Historique des rencontres | ( McGree) Leckie 60e | (0 - 0) |          | Spectateurs : 41 232 Arbitrage : Mustapha Ghorbal Arbitre vidéo : Mauro Vigliano | Spectateurs : 41 232 Arbitrage : Mustapha Ghorbal Arbitre vidéo : Mauro Vigliano |
| 30 novembre 2022 · 18:00 (UTC+3) · Historique des rencontres | Rapport              |         |          | Spectateurs : 41 232 Arbitrage : Mustapha Ghorbal Arbitre vidéo : Mauro Vigliano | Spectateurs : 41 232 Arbitrage : Mustapha Ghorbal Arbitre vidéo : Mauro Vigliano |

| Australie | Danemark |

| AUSTRALIE :     |    |                |     |     |
|                 |    |                |     |     |
| Gardien de but  | 01 | Mathew Ryan    |     |     |
|                 | 16 | Aziz Behich    | 4e  |     |
|                 | 04 | Kye Rowles     |     |     |
|                 | 19 | Harry Souttar  |     |     |
|                 | 02 | Miloš Degenek  | 57e |     |
|                 | 23 | Craig Goodwin  |     | 46e |
|                 | 13 | Aaron Mooy     |     |     |
|                 | 22 | Jackson Irvine |     |     |
|                 | 07 | Mathew Leckie  |     | 89e |
|                 | 14 | Riley McGree   |     | 74e |
|                 | 15 | Mitchell Duke  |     | 82e |
| Remplaçants :   |    |                |     |     |
|                 | 26 | Keanu Baccus   |     | 46e |
|                 | 08 | Bailey Wright  |     | 74e |
|                 | 09 | Jamie Maclaren |     | 82e |
|                 | 10 | Ajdin Hrustic  |     | 89e |
| Sélectionneur : |    |                |     |     |
| Graham Arnold   |    |                |     |     |

| DANEMARK :      |    |                          |     |     |
|                 |    |                          |     |     |
| Gardien de but  | 01 | Kasper Schmeichel        |     |     |
|                 | 05 | Joakim Mæhle             |     | 69e |
|                 | 06 | Andreas Christensen      |     |     |
|                 | 02 | Joachim Andersen         |     |     |
|                 | 13 | Rasmus Nissen Kristensen |     | 46e |
|                 | 07 | Mathias Jensen           |     | 59e |
|                 | 23 | Pierre-Emile Højbjerg    |     |     |
|                 | 25 | Jesper Lindstrøm         |     |     |
|                 | 10 | Christian Eriksen        |     |     |
|                 | 11 | Andreas Skov Olsen       |     | 69e |
|                 | 09 | Martin Braithwaite       |     | 59e |
| Remplaçants :   |    |                          |     |     |
|                 | 26 | Alexander Bah            |     | 46e |
|                 | 12 | Kasper Dolberg           |     | 59e |
|                 | 14 | Mikkel Damsgaard         |     | 59e |
|                 | 24 | Robert Skov              | 75e | 69e |
|                 | 21 | Andreas Cornelius        |     | 69e |
| Sélectionneur : |    |                          |     |     |
| Kasper Hjulmand |    |                          |     |     |

| Assistants : Mokrane Gourari Abdelhak Etchiali Quatrième arbitre : Maguette N'Diaye Assistants arbitre vidéo : Nicolás Gallo Gabriel Chade Adil Zourak Homme du Match : Mathew Leckie |

### Tunisie - France
| Match 38                                                     | Tunisie                | 1 - 0   | France | Stade Education City, Al Rayyan                                                  |                                                                                  |
| 30 novembre 2022 · 18:00 (UTC+3) · Historique des rencontres | ( Laïdouni) Khazri 58e | (0 - 0) |        | Spectateurs : 43 627 Arbitrage : Matthew Conger Arbitre vidéo : Abdulla Al-Marri | Spectateurs : 43 627 Arbitrage : Matthew Conger Arbitre vidéo : Abdulla Al-Marri |
| 30 novembre 2022 · 18:00 (UTC+3) · Historique des rencontres | Rapport                |         |        | Spectateurs : 43 627 Arbitrage : Matthew Conger Arbitre vidéo : Abdulla Al-Marri | Spectateurs : 43 627 Arbitrage : Matthew Conger Arbitre vidéo : Abdulla Al-Marri |

| Tunisie | France |

| TUNISIE :       |    |                          |     |     |
|                 |    |                          |     |     |
| Gardien de but  | 16 | Aymen Dahmen             |     |     |
|                 | 03 | Montassar Talbi          |     |     |
|                 | 04 | Yassine Meriah           |     |     |
|                 | 05 | Nader Ghandri            |     |     |
|                 | 12 | Ali Maaloul              |     |     |
|                 | 14 | Aïssa Laïdouni           |     |     |
|                 | 17 | Ellyes Skhiri            |     |     |
|                 | 21 | Wajdi Kechrida           | 28e |     |
|                 | 15 | Mohamed Ali Ben Romdhane |     | 74e |
|                 | 10 | Wahbi Khazri             |     | 60e |
|                 | 25 | Anis Ben Slimane         |     | 83e |
| Remplaçants :   |    |                          |     |     |
|                 | 09 | Issam Jebali             |     | 60e |
|                 | 18 | Ghailene Chaalali        |     | 74e |
|                 | 24 | Ali Abdi                 |     | 83e |
| Sélectionneur : |    |                          |     |     |
| Jalel Kadri     |    |                          |     |     |

| FRANCE :         |    |                     |  |     |
|                  |    |                     |  |     |
| Gardien de but   | 16 | Steve Mandanda      |  |     |
|                  | 25 | Eduardo Camavinga   |  |     |
|                  | 04 | Raphaël Varane      |  | 63e |
|                  | 24 | Ibrahima Konaté     |  |     |
|                  | 03 | Axel Disasi         |  |     |
|                  | 13 | Youssouf Fofana     |  | 73e |
|                  | 08 | Aurélien Tchouaméni |  |     |
|                  | 20 | Kingsley Coman      |  | 63e |
|                  | 15 | Jordan Veretout     |  | 63e |
|                  | 06 | Mattéo Guendouzi    |  | 79e |
|                  | 12 | Randal Kolo Muani   |  |     |
| Remplaçants :    |    |                     |  |     |
|                  | 17 | William Saliba      |  | 63e |
|                  | 10 | Kylian Mbappé       |  | 63e |
|                  | 14 | Adrien Rabiot       |  | 63e |
|                  | 07 | Antoine Griezmann   |  | 73e |
|                  | 11 | Ousmane Dembélé     |  | 79e |
| Sélectionneur :  |    |                     |  |     |
| Didier Deschamps |    |                     |  |     |

| Assistants : Mark Rule Tevita Makasini Quatrième arbitre : Salima Mukansanga Assistants arbitre vidéo : Muhammad Bin Jahari Taleb Al-Marri Fernando Guerrero Ramírez Homme du Match : Wahbi Khazri |

## Homme du match
| N° | Match     | Match | Match     | Homme du match |
| -- | --------- | ----- | --------- | -------------- |
| 5  | France    | 4 - 1 | Australie | Kylian Mbappé  |
| 6  | Danemark  | 0 - 0 | Tunisie   | Aïssa Laïdouni |
| 21 | Tunisie   | 0 - 1 | Australie | Mitchell Duke  |
| 23 | France    | 2 - 1 | Danemark  | Kylian Mbappé  |
| 37 | Australie | 1 - 0 | Danemark  | Mathew Leckie  |
| 38 | Tunisie   | 1 - 0 | France    | Wahbi Khazri   |

## Liste des buteurs
3 buts
- Kylian Mbappé

2 buts
- Olivier Giroud

1 but
- Mitchell Duke
- Craig Goodwin
- Mathew Leckie
- Andreas Christensen
- Adrien Rabiot
- Wahbi Khazri

## Liste des passeurs
1 passe décisive
- Mathew Leckie
- Riley McGree
- Joachim Andersen
- Ousmane Dembélé
- Antoine Griezmann
- Théo Hernandez
- Kylian Mbappé
- Adrien Rabiot
- Aïssa Laïdouni